# Ria
Se RIA för de olika förkortningarna.

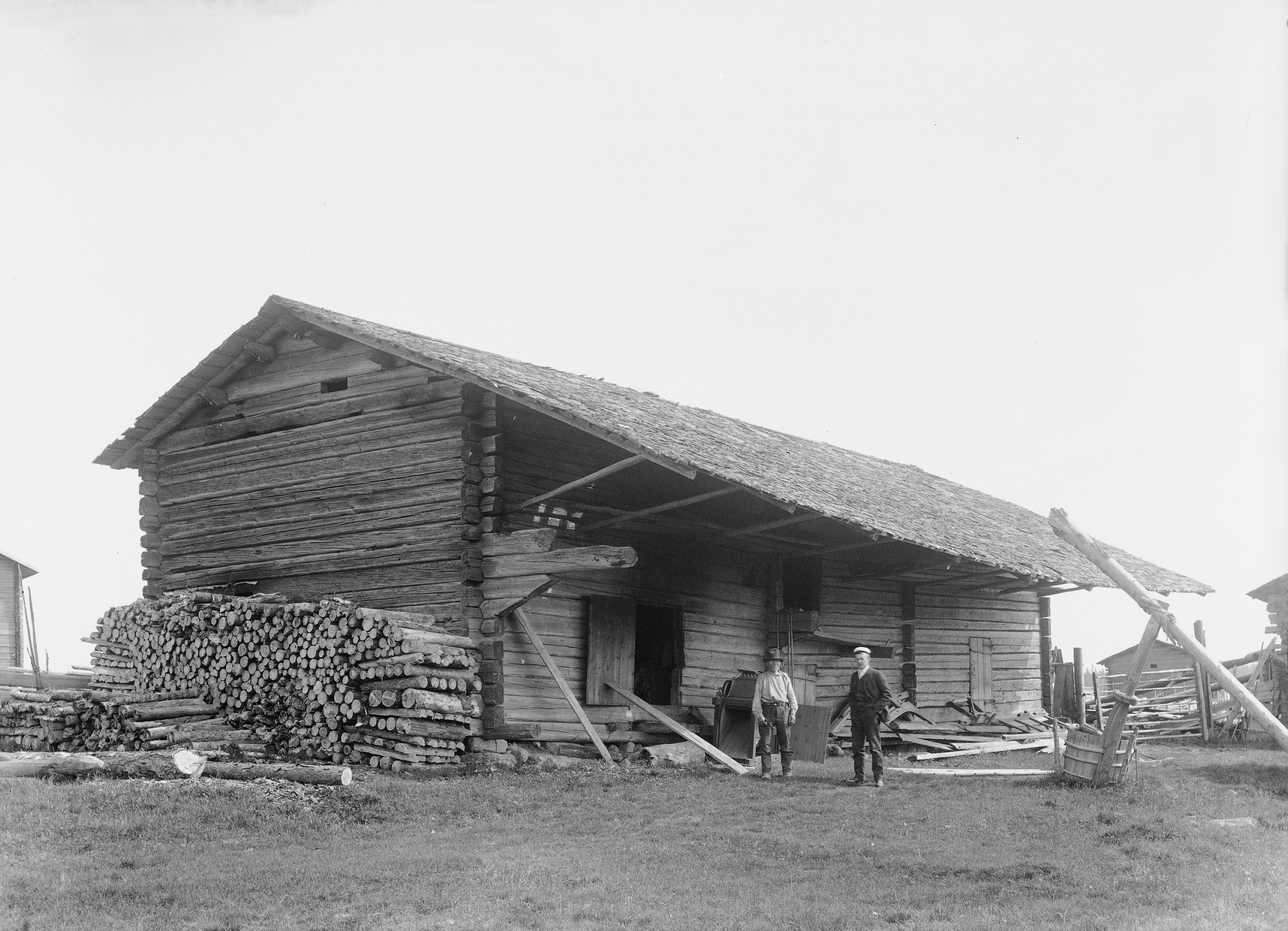
Ria i Parkano i Finland.

Ria (av fi. riihi) är en byggnad i vilken fuktig säd förr torkades med hjälp av upphettad luft (så kallad eldria) eller av den fria luften (så kallad väderria).
I den finska eldrian lades den otröskade säden varvvis upp på stänger och torkades av den varma luften från en ugn. Ugnen var täckt med kullersten som släppte igenom förbränningsgaserna och samtidigt höll kvar värmen. Genom torkningen, som tog 3–4 dagar, och genom de desinficerande rökgaserna bevarades sädens grobarhet. Men rökgaserna kan ge färg och smak åt säden, varför metoden inte var lämplig för vete. Rian gav stor vedåtgång och kom därför inte till större användning i Sverige, här användes i stället torkugnar av plåt för tröskad säd. En sådan är den efter Hults bruk benämnda viktoriarian.
Väderrior eller mer eller mindre öppna byggnader, där säden lades upp luftigt, så att den genomblåstes av vinden, blev inte heller vanliga, då uppläggning och nedtagning av säden krävde mycket arbete.

## Kazansk ria

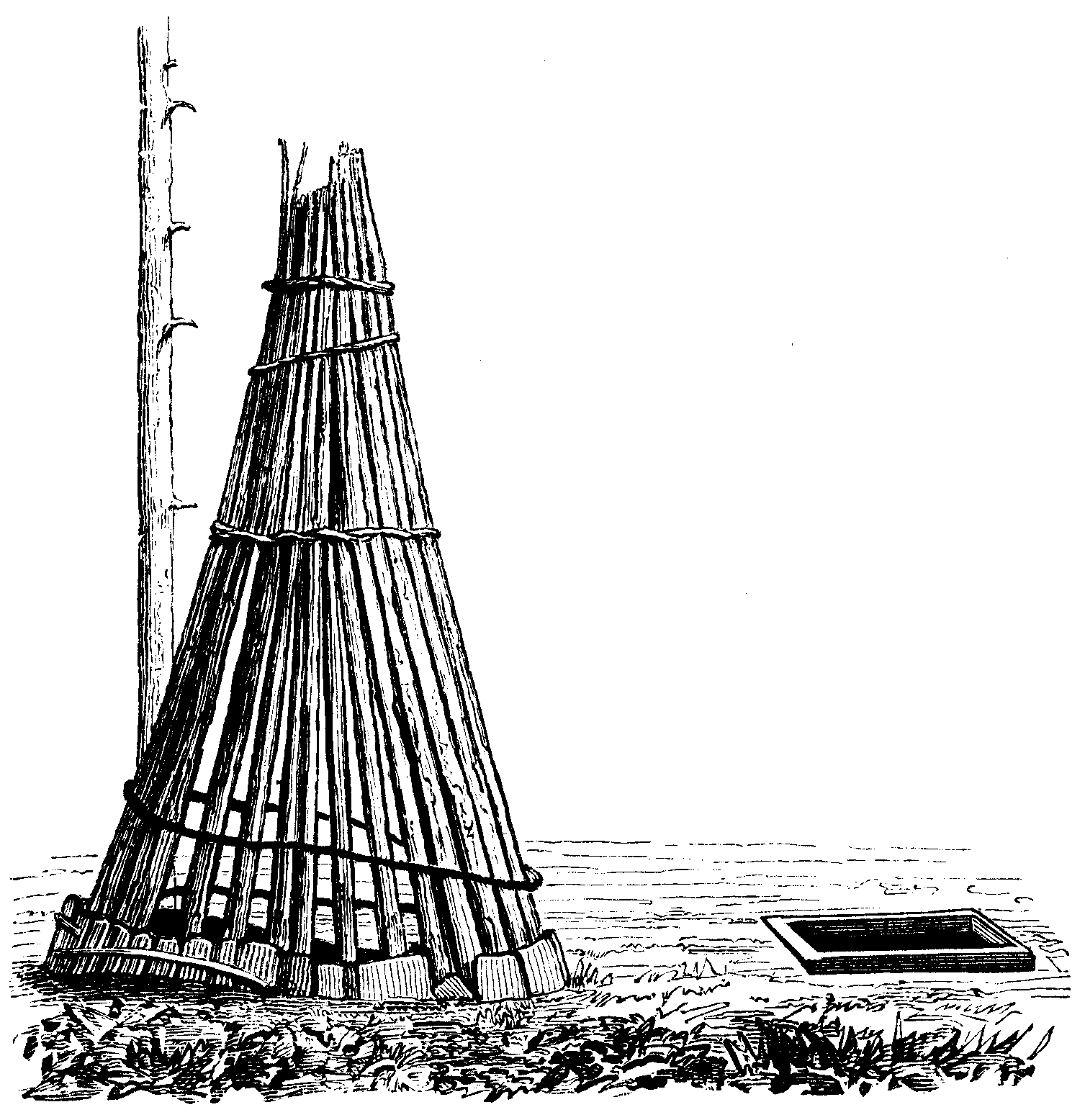
Bilden visar en ria från Kazan, sannolikt tidigare även använd som bostad.

Den kazanska konrian används så att sädeskärvarna fästs på utsidan av konen, med axen vända inåt. För att kunna nå upp till övre delen av konen har man rest en trädstam strax intill, på vilken korta rester av grenar har lämnats kvar för att tjäna som fotsteg. En trädstam med inslagna pinnar kan göra samma tjänst.
Konstruktionen och användningen av rian har sitt ursprung i Orienten.